# 蔡鍔與小鳳仙
《蔡鍔與小鳳仙》，前名《唐人街》（英語：In The Chamber Of Bliss，前名Chinatown）是香港電視廣播有限公司拍攝製作的民初歷史電視劇，由劉松仁及周海媚領銜主演，並由林嘉華、馬國明、田蕊妮、湯盈盈及梁靖琪聯合演出，監製黃偉聲。此劇為2009年節目巡禮劇集之一及2009無綫節目精選第二季劇集之一。
因周海媚於2023年12月11日離世，為表悼念，無綫電視安排自2023年12月15日起，逢星期一至五 06:00-07:00、12:00-13:00、18:00-19:00及00:00-01:00於千禧经典台重播本劇。

## 演員表

### 蔡家
| 演員           | 角色   | 關係 | 暱稱                                    |
| 麥子樂（青年） | 蔡 鍔  | 字松坡 雲南督軍 「士官訓練學院」校長 白思婷之夫 蔡邦之父 梁啟超之學生 張鳳雲之愛戀對象、後為情人 於第12集長居「雲吉班」製造意志消沉假象 於第13集「士官訓練學院」遭袁世凱解散 於第15集與白思婷離婚 於第17集被袁世凱指派暗殺黎元洪未遂 於第20集於日本福岡縣積勞成疾病逝 | 松坡 蔡將軍 老師（余任國專用） 風月閒人 |
| 劉松仁         | 蔡 鍔  | 字松坡 雲南督軍 「士官訓練學院」校長 白思婷之夫 蔡邦之父 梁啟超之學生 張鳳雲之愛戀對象、後為情人 於第12集長居「雲吉班」製造意志消沉假象 於第13集「士官訓練學院」遭袁世凱解散 於第15集與白思婷離婚 於第17集被袁世凱指派暗殺黎元洪未遂 於第20集於日本福岡縣積勞成疾病逝 | 松坡 蔡將軍 老師（余任國專用） 風月閒人 |
| 樂 瞳（青年）  | 白思婷 | 蔡鍔之妻，於第15集離婚 蔡邦之母 | 蔡夫人                                  |
| 田蕊妮         | 白思婷 | 蔡鍔之妻，於第15集離婚 蔡邦之母 | 蔡夫人                                  |
| 譚真一         | 蔡 邦  | 蔡鍔、白思婷之子 | 邦仔                                    |

### 雲吉班
| 演員   | 角色   | 關係 | 暱稱   |
| 湯盈盈 | 洪麗媚 | 前「北京陝西行雲吉班」老闆娘 洪震之姐 莫逆天之未婚妻、后反目 懷有莫逆天的骨肉 張鳳雲之好友 于第20集與張鳳雲在京城開小吃店 | 小麗媚 |
| 周海媚 | 張鳳雲 | 北京第一名妓 為家計而賣身「北京陝西行雲吉班」 張震之妹 張斌之姑姐 洪麗媚之好友 蔡鍔之愛戀對象、后为情人 白思婷之情敌 梅蘭芳之学生 于第7集為蔡鍔公開除牌從良 于第19集被炸伤腿，导致下半生用拐杖代步；并同集被莫逆天拘捕 于第20集出牢；并同集與洪麗媚在京城開小吃店 | 小鳳仙 |
| 何綺雲 | 花艷紅 | 前「北京陝西行雲吉班」花魁之一 |        |
| 林淑敏 | 嫣艷菲 | 前「北京陝西行雲吉班」花魁之一 |        |
| 陳文靜 | 嫣艷鈴 | 前「北京陝西行雲吉班」花魁之一 |        |
| 日 伽  | 春 花  | 前「北京陝西行雲吉班」妓女 |        |
| 曾婉莎 | 秋 月  | 前「北京陝西行雲吉班」妓女 |        |
| 黃智雯 | 吳賞梅 | 前「北京陝西行雲吉班」妓女 | 赏梅   |
| 阮 兒  | 曉 梅  | 前「北京陝西行雲吉班」妓女 |        |
| 徐玟晴 | 探 梅  | 前「北京陝西行雲吉班」妓女 |        |
| 孫慧雪 | -      | 前「北京陝西行雲吉班」妓女 |        |
| 蔡考藍 | -      | 前「北京陝西行雲吉班」妓女 |        |
| 李穎芝 | -      | 前「北京陝西行雲吉班」妓女 |        |
| 周麗欣 | -      | 前「北京陝西行雲吉班」妓女 |        |
| 魯振順 | 順 叔  | |        |
| 莊狄生 | 李 四  | |        |

### 莫家
| 演員   | 角色   | 關係 | 暱稱     |
| 林嘉華 | 莫逆天 | 大總統幕僚長 莫菁兒之父 蔡鍔之同袍、後來反目 對袁世凱效忠、其被利用、後來反目 洪麗媚之未婚夫、后来反目 與余任國，洪震，段祺瑞之死敵 杀害洪震、莫菁兒、余軒龍、关丽晴、朱晓明 于第18集被洪震發現其內幕交易，而錯手杀害洪震 于第19集错手殺害莫菁兒及殺害余軒龍 于第20集出家雲遊，并正在反省中 （角色以杨度为历史原型） | 莫参谋长 |
| 梁靖琪 | 莫菁兒 | 莫逆天之女 年幼時就拐走，後成為黃天霸、路通、段三才、戴娣來之養女 余任國之女友 于第19集被莫逆天錯手殺死 童年由譚榆馨飾演 | 菁兒     |

### 余家
| 演員   | 角色   | 關係 | 暱稱                 |
| 劉 江  | 余軒龍 | 北京警察總長 陳美嬌之夫 余任國之父 與江銘峰之好友 于第19集遭莫逆天打死 | 余總長               |
| 蘇恩磁 | 陳美嬌 | 余軒龍之妻 余任國之母 |                      |
| 馬國明 | 余任國 | 「士官訓練學院」士官學生 余軒龍、陳美嬌之子 前「青年日報」報社記者 蔡鍔之學生 洪震之好友 莫菁兒之男友 莫逆天、江銘峰之死敵 于第13集與洪震前往香港讀書（實為執行祕密任務調查江銘鋒買賣軍火） 于第16集加入「北洋軍隊」（段祺瑞下屬） 于第20集擔任四川旅長（角色以朱德为历史原型） | 孱仔國（莫菁兒專用） |

### 中華民國北洋軍政府
| 演員   | 角色   | 關係 | 暱稱                                    |
| 羅樂林 | 袁世凱 | 中華民國立憲前第一任大總統及第二任臨時大總統 中華帝國皇帝 于第9集派「北洋三傑」與日本人簽訂不平等「21條約」 于第17集派蔡鍔暗殺黎元洪未遂 于第20集因稱帝失敗刺激過度病逝 | 大總統 自稱「項城」                     |
| 郭 峰  | 黎元洪 | 中華民國副總統 于第17集險遭袁世凱暗殺 |                                         |
| 林嘉華 | 莫逆天 | 參見莫家 | 莫參謀長                                |
| 李家聲 | 江銘峰 | 莫逆天之副官 余軒龍之好友 余任國，洪震之死敵 于第20集背叛袁世凱 | 江副官                                  |
| 劉松仁 | 蔡 鍔  | 參見蔡家 | 松坡 蔡將軍 老師（余任國專用） 風月閒人 |
| 歐瑞偉 | 陳 飆  | 蔡鍔之副官 于第19集為了衝破被莫逆天包圍而自爆身亡 | 陳副官                                  |
| 江 漢  | 梁啟超 | 蔡鍔之老師 「士官訓練學院」講師 | 梁老師                                  |
| 戴志偉 | 段祺瑞 | 字芝泉 京津都督 陸軍總長 「北洋三傑」之一 余任國、洪震之上司（第16集） 于第17集被袁世凱解除陸軍總長職務                                                                 | 段將軍                                  |
| 王俊棠 | 馮國璋 | 字華甫 江蘇省都督 「北洋三傑」之一 于第20集背叛袁世凱 | 馮將軍                                  |
| 鄭家生 | 王士珍 | 字聘卿 山東省都督 「北洋三傑」之一 于第20集背叛袁世凱 | 王將軍                                  |
| 李成昌 | 張作霖 | 字雨亭 東北軍閥首領 支持袁世凱稱帝 于第20集背叛袁世凱 |                                         |

### 士官訓練學院
| 演員   | 角色   | 關係 | 暱稱                                    |
| 劉松仁 | 蔡 鍔  | 「士官訓練學院」校長 參見蔡家 | 松坡 蔡將軍 老師（余任國專用） 風月閒人 |
| 馬國明 | 余任國 | 「士官訓練學院」士官學生 參見余家 | 孱仔國（莫菁兒專用）                    |
| 何啟南 | -      | 「士官訓練學院」助教 蔡鍔之副官 |                                         |
| 葉 暐  | -      | 「士官訓練學院」助教 蔡鍔之副官 |                                         |
| 陳 堃  | 洪 震  | 「士官訓練學院」士官學生 余任國之好友 洪麗媚之弟 與莫逆天，江銘峰之死敵 于第13集與余任國前往香港讀書（實為執行祕密任務） 于第16集加入「北洋軍隊」（段祺瑞下屬） 杀害宋立光 于第18集被莫逆天錯手殺死 | 阿震                                    |
| 劉天龍 | 宋立光 | 「士官訓練學院」士官學生 被莫逆天收買欲供出名單時，被洪震所殺 |                                         |
| 楊鴻俊 | 蔣家聲 | 「士官訓練學院」士官學生 |                                         |
| 郭卓樺 | 林大勇 | 「士官訓練學院」士官學生 |                                         |
| 胡麒豐 | 高 明  | 「士官訓練學院」士官學生 |                                         |
| 陸駿光 | 石高祺 | 「士官訓練學院」士官學生 |                                         |
| 趙敏通 | 王 奎  | 「士官訓練學院」士官學生 |                                         |
| 湯俊明 | -      | 「士官訓練學院」士官學生 |                                         |
| 陳建文 | -      | 「士官訓練學院」士官學生 |                                         |
| 趙樂賢 | -      | 「士官訓練學院」士官學生 |                                         |
| 單俊偉 | -      | 「士官訓練學院」士官學生 |                                         |
| 傅劍虹 | -      | 「士官訓練學院」士官學生 |                                         |
| 黃子衡 | -      | 「士官訓練學院」士官學生 |                                         |
| 王德基 | -      | 「士官訓練學院」士官學生 |                                         |
| 卓 躒  | -      | 「士官訓練學院」士官學生 |                                         |
| 裘卓能 | -      | 「士官訓練學院」士官學生 |                                         |
| 黃俊紳 | -      | 「士官訓練學院」士官學生 |                                         |
| 馬貫東 | -      | 「士官訓練學院」士官學生 |                                         |
| 柯 嵐  | -      | 「士官訓練學院」士官學生 |                                         |
| 鄭家俊 | -      | 「士官訓練學院」士官學生 |                                         |

### 其他演員
| 演員   | 角色         | 關係                                                  | 暱稱         |
| 文柏姿 | 關麗晴       | 歌姬 黄天霸之旧情人 王志泽之女友 于第13集被莫逆天杀害 | 晴晴         |
| 冼灝英 | 黃天霸       | 天橋四怪之一 莫菁兒之養父之一 武功師傅                | 金槍不倒     |
| 艾 威  | 路 通        | 天橋四怪之一 莫菁兒之養父之一 黃包車車伕              | 路路通       |
| 秦 煌  | 段三才       | 天橋四怪之一 莫菁兒之養父之一 裁縫師傅                | 短三寸       |
| 陳安瑩 | 戴娣來       | 天橋四怪之一 莫菁兒之養母 賭檔老闆                    | 大茶壺       |
| 溫裕紅 | 劉 嫂        | 張鳳雲（老年）鄰居（第1集）                           |              |
| 楊瑞麟 | 馬軍長       | 蔡鍔之部下（第1集）                                   |              |
| 李岡龍 | 劉軍長       | 蔡鍔之部下（第1集）                                   |              |
| 黎日楠 | 張軍長       | 蔡鍔之部下（第1集）                                   |              |
| 李鴻杰 | 鄭大班       | 雲吉班客人（第1集）                                   |              |
| 郭德信 | 邱老闆       | 雲吉班客人（第1集）                                   |              |
| 伍慧珊 | -            | 張鳳雲好姊妹（第1集）                                 |              |
| 李海生 | -            | 街坊                                                  |              |
| 孫季卿 | -            | 街坊 麵粉公仔檔老闆（第1集）                          |              |
| 鄧永健 | -            | 街坊 街頭表演扯鈴（第1集）                            |              |
| 陳勉良 | -            | 街坊 街頭販賣小吃檔老闆（第1集）                      |              |
| 廖麗麗 | -            | 街坊 街頭賣小吃檔老闆娘（第1集）                      |              |
| 鍾 煌  | -            | 街坊 街頭販賣小吃檔老闆之女（第1集）                  |              |
| 何慶輝 | -            | 路人（第1集）                                         |              |
| 杜 港  | -            | 警察 余軒龍之手下（第1集）                            |              |
| 魏惠文 | -            | 警察 余軒龍之手下（第1集）                            |              |
| 許明志 | -            | 警察 余軒龍之手下（第1集）                            |              |
| 盧永匡 | -            | 警察 余軒龍之手下（第1集）                            |              |
| 江梓暐 | -            | 警察 余軒龍之手下（第1集）                            |              |
| 凌禮文 | -            | 街坊 酒舖老闆                                         |              |
| 黃文標 | 曉 剛        | 曾與蔡鍔一起參與反清革命之志士 青年由侯健民飾演       |              |
| 布偉傑 | Mr. Robinson | 「中美日報」總編 蔡鍔好朋友                           | 中譯：羅便臣 |
| 鄺佐輝 | 王志泽       | 「青年日報」社長 余任國前上司 关丽晴之男友            |              |
| 鍾建文 | 朱自清       | 「青年日報」職員 「背影」一文之作者                   |              |
| 羅天池 | -            | 北洋士兵（第1集）                                     |              |
| 李 豪  | -            | 北洋士兵（第1集）                                     |              |
| 顧桂州 | -            | 北洋士兵（第1集）                                     |              |
| 寧 進  | -            | 北洋士兵（第1集）                                     |              |
| 李善恆 | -            | 北洋士兵 「士官訓練學院」考生（第2集）                |              |
| 何偉業 | -            | 北洋士兵 「士官訓練學院」考生（第2集）                |              |
| 楊證樺 | -            | 北洋士兵 「士官訓練學院」考生（第2集）                |              |
| 何奕聰 | -            | 北洋士兵 「士官訓練學院」考生（第2集）                |              |
| 姚浩政 | -            | 記者（第3集）                                         |              |
| 張韋怡 | -            | 記者（第3集）                                         |              |
| 陳志健 | -            | 記者（第3集）                                         |              |
| 梁振輝 | -            | 記者（第3集）                                         |              |
| 華忠男 | -            | 拐子佬（第4集）                                       |              |
| 邵卓堯 | -            | 拐子佬 拐帶莫菁兒（第4集）                            |              |
| 張穎康 | -            | 短三寸的客人（第4集）                                 |              |
| 梁建平 | 張 震        | 張鳳雲之兄 張斌之父 曾患有肺癆已痊癒                  |              |
| 曾慧雲 | -            | 張震之妻 張斌之母 張鳳雲之大嫂 其夫患有肺癆時拋夫棄子 |              |
| 王樹熹 | 張 斌        | 张震之子 張鳳雲之姪                                   | 斌仔         |
| 張國洪 | -            | 山東車站職員（第7集）                                 |              |
| 沈震軒 | 郭公子       | （第7集）                                             |              |
| 張景淳 | -            | 日本間谍（第7集）                                     |              |
| 陳狄克 | 廟 祝        | 為小鳳仙解籤說文的人                                  |              |
| 曾守明 | 朱晓明       | 洪麗媚前夫 因搶洪麗媚金鍊，第12集被莫逆天開槍所殺     |              |
| 黃 瑩  | 老闆女       | 香港涼茶舖店主（第13集）                              |              |
| 戴耀明 | 劉排長       | 莫逆天部下士兵（第14集）                              |              |
| 羅浩楷 | -            | 裁縫店師傅（第14集）                                  |              |
| 曾偉權 | 梅蘭芳       | 戲院老板（第17、18集） 張鳳雲戲曲老師                 | 梅老闆       |
| 黎銘諾 | -            | 香港酒吧職員（第14集）                                |              |
| 李啟傑 | -            | 密探（第15集）                                        |              |
| 何俊軒 | -            | 密探（第15集）                                        |              |
| 溫尚儒 | -            | 記者（第15集）                                        |              |
| 楊英偉 | 馬軍長       | 「北洋軍隊」段祺瑞下屬                                |              |
| 曾健明 | 梁副官       | 「北洋軍隊」段祺瑞下屬                                |              |

## 收視
以下為本劇於香港無綫電視翡翠台、高清翡翠台之收視紀錄：
| 週次 | 集數  | 日期                    | 平均收視 | 最高收視 | 百分比 | 广州同步播放收视（CSM） |
| 1    | 01-05 | 2009年9月21日—9月25日   | 28點     | 30點     | 85%    | 9.26                    |
| 2    | 06-10 | 2009年9月28日—10月2日   | 28點     |          |        | 9.26                    |
| 3    | 11-15 | 2009年10月5日—10月9日   | 29點     |          |        | 9.26                    |
| 4    | 16-20 | 2009年10月12日—10月16日 | 32點     | 35點     | 87%    | 9.26                    |

## 與歷史不符的地方
- 蔡鍔當年31歲，但從劇中人物設定顯示，劉松仁飾演的蔡鍔已超過歷史記載的年齡（相較之下，劉松仁於1976年首播的《近代豪俠傳》〈小鳳仙〉單元中同樣飾演蔡鍔一角，當時約莫27歲的他年齡則更為接近）。
- 小鳳仙當年仍未滿20歲，但從劇中一些對白中顯示，周海媚飾演的小鳳仙一角卻是已超過20歲。
- 蔡鍔的元配妻子名劉俠貞，並非劇中由田蕊妮飾演的「白思婷」。
- 本劇的開始時間為1913年，那時朱自清剛滿十五歲。在第三集，朱自清剛上場並開始籌寫《背影》，但該文章於1925年10月在北京寫的。
- 劇中袁世凱自稱字「項城」，但史實中的袁世凱字「慰亭」，「袁項城」作為其稱號是源於忚出身河南項城。
- 劇中北京警察總長為「余軒龍」，但根據歷史記載，當時叫做北京警察總監，由袁世凱的北洋軍部下吳炳湘出任。
- 劇中袁世凱和蔡鍔使用的佩槍9毫米華特P38（Walther P38）於1938年才面世，不應在劇中（1913年）出現。
- 劇中簡單敘述了日本軍出兵攻打青島的經過（劇中背景是1914年），日軍出動了噴射式轟炸機上陣。事實上，直到第二次世界大战後期，噴射式轟炸機由德國人發明。在第一次世界大戰中，各國使用的均為螺旋槳啟動的空中戰鬥機而已。
- 劇中日本軍人稱自己的國家為「大和民國」，然而「大和民國」一詞不曾在日本歷史中出現過，正確的國號應為「大日本帝國」。
- 在第七集，日本策劃出兵德國殖民地（中國山東省）的地圖上有現時的黑、紅、黃德國國旗，但當時德意志帝國國旗應為黑、白、紅色。
- 在第十集，梁啟超在「二十一條」事件前後表示將南下會晤「孫先生」，最有可能是孫中山。但孫中山當時因二次革命失敗，正流亡日本。他在袁世凱稱帝失敗後才回國。
- 在第十二集（劇中時間為1915年），張作霖因為支持袁世凱恢復帝制而建議解散國會，但早於1913年11月4日，袁世凱以「叛亂」罪名下令解散國民黨，並驅逐國民黨籍的國會議員，導致國會由於人數不足無法運作而休會。袁世凱另行召集「中央政治會議」和「約法會議」，取代國會。1914年1月10日袁世凱正式解散國會。
- 在第十七集（劇中背景是1915年），袁世凯命段祺瑞南下湖北接黎元洪副总统来京述职，之后又将其软禁在瀛台。但是这段历史其实发生在1913年12月，即日本佔領山東之前發生。而且“行刺黎元洪”一事也并无可考。
- 第十二集和第二十集中，东北军阀首领张作霖还保留着清朝发辫。但史实是张作霖1911年辛亥革命之后已经剪去辫子，真正的“辫帅”是1917年短暂复辟清朝的张勋。

## 記事
- 2008年9月4日：中午12時30分，本劇於將軍澳電視廣播城1廠外灰位舉行試造型記者會。
- 2008年10月21日：下午3時，本劇於將軍澳電視廣播城15廠舉行開鏡拜神儀式。
- 2008年11月30日：本劇於西貢某導演家中舉行煞科派對。

## 外部連結
- 蔡鍔與小鳳仙 - 主頁 - tvb.com （页面存档备份，存于）

## 電視節目的變遷
| 畢打自己人 2008年10月20日-2010年2月12日 |                                                                   |                                                                   |                                                                   |                           |
| 有營煮婦 -10月16日                      | 有營煮婦 -10月16日                                                | 有營煮婦 -10月16日                                                | 有營煮婦 -10月16日                                                | 宮心計 10月19日-          |
| 上一套： 古靈精探B -9月19日             | 翡翠台/高清翡翠台第三綫劇集（2009） 蔡鍔與小鳳仙 9月21日-10月16日 | 翡翠台/高清翡翠台第三綫劇集（2009） 蔡鍔與小鳳仙 9月21日-10月16日 | 翡翠台/高清翡翠台第三綫劇集（2009） 蔡鍔與小鳳仙 9月21日-10月16日 | 下一套： 富貴門 10月19日- |

| 香港無綫電視翡翠台 星期一至五 11:45-12:40 | 香港無綫電視翡翠台 星期一至五 11:45-12:40 | 香港無綫電視翡翠台 星期一至五 11:45-12:40 |
| ----------------------------------------- | ----------------------------------------- | ----------------------------------------- |
|                                           | 蔡鍔與小鳳仙 (2011.09.27 - 2011.10.26)    |                                           |
| 蓋世孖寶 (2011.08.29 - 2011.09.26)        | 搜下留情 (2011.10.27 - 2011.11.23)        |                                           |

| 馬來西亞 Astro On Demand劇集首映 21:30-22:15 時段 | 馬來西亞 Astro On Demand劇集首映 21:30-22:15 時段 | 馬來西亞 Astro On Demand劇集首映 21:30-22:15 時段 |
| ------------------------------------------------- | ------------------------------------------------- | ------------------------------------------------- |
|                                                   | 蔡鍔與小鳳仙 （2009.09.21 - 2009.10.16）          |                                                   |
| 古靈精探B （2009.08.18 - 2009.09.19）             | 富貴門 （2009.10.19 - 2009.12.13）                |                                                   |

| 澳洲 TVBJ 19:30-20:30 時段           | 澳洲 TVBJ 19:30-20:30 時段               | 澳洲 TVBJ 19:30-20:30 時段 |
| ------------------------------------ | ---------------------------------------- | -------------------------- |
|                                      | 蔡锷与小鳳仙 （2010.02.08 - 2010.03.05） |                            |
| 老友狗狗 （2010.01.11 - 2010.02.05） | 戀愛星求人 （2010.03.08 - 2010.04.02）   |                            |

| Astro華麗台 星期一至五 20:00-21:00 時段 | Astro華麗台 星期一至五 20:00-21:00 時段                   | Astro華麗台 星期一至五 20:00-21:00 時段 |
| --------------------------------------- | --------------------------------------------------------- | --------------------------------------- |
|                                         | 蔡鍔與小鳳仙 （2010.11.09 - 2010.12.07） 11月19日暂停播映 |                                         |
| 有營煮婦 （2010.09.28 - 2010.11.08）    | 古靈精探B （2010.12.08 - 2011.01.11）                     |                                         |

| 星和视界 娱家戏剧台 劇集首映 星期六、星期日 19:00—20:30 時段 | 星和视界 娱家戏剧台 劇集首映 星期六、星期日 19:00—20:30 時段 | 星和视界 娱家戏剧台 劇集首映 星期六、星期日 19:00—20:30 時段 |
| ------------------------------------------------------------ | ------------------------------------------------------------ | ------------------------------------------------------------ |
|                                                              | 蔡鍔與小鳳仙 （2011.04.24 - 2011.05.28）                     |                                                              |
| 有營煮婦 （2011.03.05 - 2011.04.23）                         | 古靈精探B （2011.05.29 - 2011.07.10）                        |                                                              |

| 香港、 马来西亚 千禧经典台 星期一至五 07:00-09:00（香港时间） · 07:04-09:04（马来西亚时间）（两集连播） | 香港、 马来西亚 千禧经典台 星期一至五 07:00-09:00（香港时间） · 07:04-09:04（马来西亚时间）（两集连播） | 香港、 马来西亚 千禧经典台 星期一至五 07:00-09:00（香港时间） · 07:04-09:04（马来西亚时间）（两集连播） |
| --- | --- | --- |
| | 蔡鍔與小鳳仙 （2022年7月13日 - 2022年7月26日）                                                          | |
| 亂世佳人 （2022年6月24日 - 2022年7月12日）                                                              | 巾幗梟雄之諜血長天 （2022年7月27日 - 2022年8月12日）                                                    | |